# 地果て海尽きるまで
『地果て海尽きるまで 小説チンギス汗』（ちはてうみつきるまで しょうせつチンギスハーン）は、森村誠一の歴史小説。2000年12月に角川春樹事務所から上下巻で刊行された。チンギス・カンを主人公にモンゴル帝国の興隆を描いた作品。

## 書誌情報
- 地果て海尽きるまで 小説チンギス汗 上（2000年12月21日、角川春樹事務所、ISBN 978-4-89456-917-1）
- 地果て海尽きるまで 小説チンギス汗 下（2000年12月21日、角川春樹事務所、ISBN 978-4-89456-918-8）
- 地果て海尽きるまで 小説チンギス汗 上（2003年11月28日、ハルキ・ノベルス、ISBN 978-4-7584-2028-0）
- 地果て海尽きるまで 小説チンギス汗 下（2003年11月28日、ハルキ・ノベルス、ISBN 978-4-7584-2029-7）
- 地果て海尽きるまで 小説チンギス汗（上）（2005年6月15日、ハルキ文庫 時代小説文庫、ISBN 978-4-7584-3181-1）
- 地果て海尽きるまで 小説チンギス汗（下）（2005年6月15日、ハルキ文庫 時代小説文庫、ISBN 978-4-7584-3182-8）

## 映画
『蒼き狼 地果て海尽きるまで』（あおきおおかみ ちはてうみつきるまで）と題し、「モンゴル建国800年記念作品」および「角川春樹事務所創立10周年記念作品」として日本とモンゴルの合作で映画化され、2007年3月3日に公開された。